# Rue Amiral-Courbet
La rue Amiral-Courbet est une voie du quartier de Montchat, située en totalité dans le 3e arrondissement de Lyon, en France.

## Situation
Au nord, elle débouche sur la rue Jeanne-d'Arc.
Au sud, elle débouche sur l'avenue Lacassagne.

## Accessibilité
La rue des Alouettes est proche de l'avenue Lacassagne au sud. Ce site est desservi par la ligne de bus   et la ligne de bus régulière  .

## Odonymie
Elle porte son nom d'après l'amiral français Amédée-Anatole-Prosper Courbet.

## Histoire
La rue a été ouverte entre 1895 et 1896 et son nom est attesté depuis 1898,.

## Description
Elle est orientée du nord au sud et se courbe très légèrement vers l'est dans son extrémité nord.